# Adoracja Dzieciątka ze świętymi (obraz Tycjana)
Adoracja Dzieciątka ze świętymi (wł. Adorazione del Bambino tra santi) – obraz renesansowego włoskiego malarza Tycjana lub jego ucznia Francesco Vecellio.
Dzieło znajduje się w zbiorach Starej Pinakoteki w Monachium. Artysta przedstawił mistyczną scenę adoracji Dzieciątka Jezus przez grupę trzech świętych: Franciszka z Asyżu, Hieronima oraz Antoniego Opata. Dzieciątko spoczywa na kolanach Matki Bożej, która siedzi ze złożonymi w geście modlitewnym dłoniami.